# Anthony Fokker
Anton Herman Gerard, 'Anthony' Fokker (Blitar, Indias Orientales Neerlandesas, 6 de abril de 1890-Nueva York, Estados Unidos, 23 de diciembre de 1939) fue un famoso diseñador y constructor de aviones neerlandés.
En  1910 se estableció en Alemania, donde diseñó y construyó su primer avión, al que denominó Spin (araña), debido a la maraña de tensores necesaria para mantener unida la frágil estructura del monoplano. A finales de ese mismo año, este avión realizó algunos saltos con Fokker a los mandos. Él mismo se auto enseñó a pilotar con un segundo ""Spin"" perfeccionado, denominado Spin II y fue con él que consiguió a principios de mayo de 1911, realizar su primer vuelo en circuito cerrado. El 16 de mayo de 1911 Fokker consiguió su carné de piloto y desde entonces se dedicó por entero a la aviación. El 22 de febrero de 1912 constituyó en Berlín su primera compañía de construcción de aviones.
Ganó reconocimiento durante la Gran Guerra por construir aviones para las fuerzas aéreas del Imperio Alemán. Entre sus ideas más destacables, estuvo la de inventar un mecanismo para sincronizar las ametralladoras con la hélice, de modo que pudiesen disparar a través del arco de ésta sin dañarla. Sus mejores creaciones fueron el monoplano Fokker E.III, el triplano Fokker Dr.I, y el que es considerado el mejor caza del conflicto, el Fokker D.VII.
Tras la guerra y debido al Tratado de Versalles, los alemanes no podían construir aviones y ni siquiera motores para estos en Alemania, por ese motivo se trasladó a los Países Bajos y fundó su primera compañía para la construcción de aviones en 1919. Se ocupó tanto del diseño de aviones civiles como militares. 
En 1922 se trasladó a los Estados Unidos, donde presidió la Atlantic Aircraft Corporation hasta 1930.
Falleció de meningitis por neumococo en Nueva York, a los 49 años.